# Hyperpyrexie
Hyperpyrexie is een zeer hoge koorts of een ernstige en ongewone verhoging van de lichaamstemperatuur, waarbij die groter is dan 41,1° Celsius (106° Fahrenheit).
Het verschilt van hyperthermie omdat in dat geval het lichaam niet meer voldoende kan afkoelen tot een normale temperatuur, terwijl de inwendige thermostaat niet verhoogd is.